# Rabatzen

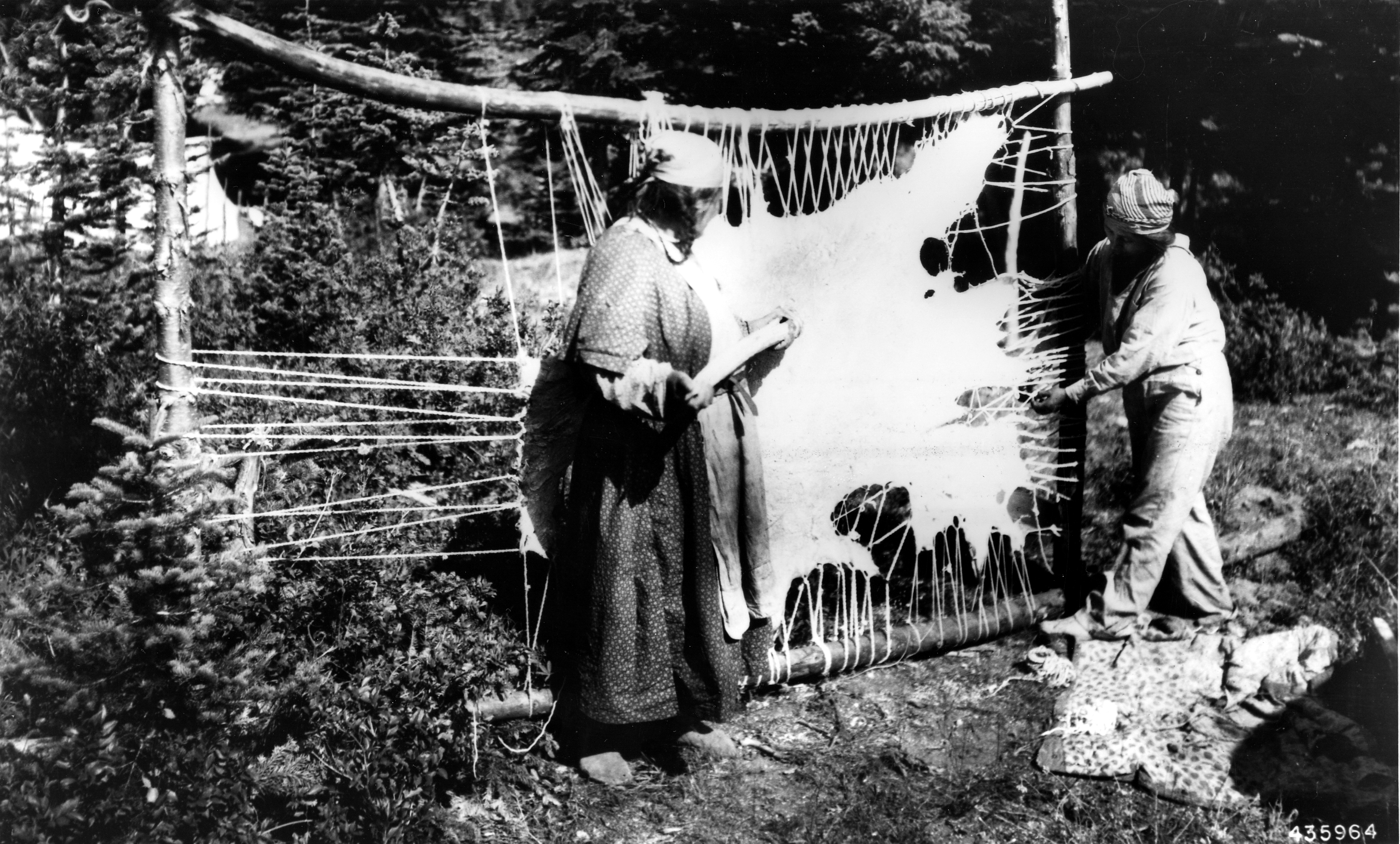
Nordamerikanische Frauen scrapen eine Haut (1937)

Unter Rabatzen, auch gelegentlich Rabitzen genannt, auch Scrapen, versteht der Pelzzurichter (Pelzgerber) in Deutschland das Abstoßen des Fellfettes durch Maschinen oder manuelles Abschaben, also das Entfernen des Fetts vom Leder nach dem Abziehen des Felles. Wird dieser Arbeitsgang nicht ausreichend ausgeführt, erhitzen sich die Felle bei der Lagerung durch Oxidation des verbliebenen Fetts. In einer Art Verleimungsprozess verhärten sich diese Stellen, sie werden dann als rohverbrannt oder versottet bezeichnet. Mit modernen Methoden ist der Zurichter bei manchen Pelzarten heute in der Lage, beispielsweise bei Zuchtnerzfellen, so perfekt zu rabatzen, dass das eigentlich nachfolgende Fleischen praktisch mit erledigt wird. Die Felle haben dann ein so sauberes, pergamentartiges Leder, dass sie anschließend direkt gewalkt und gegerbt werden können.
In Österreich bezeichnet Rabatzen das durchhaarende Fellleder. Bei Fellen sehr gut gefütterter Tiere bleibt die Haut weicher und loser und das Haar sitzt tiefer in der Haut, es ist dann auf der Lederseite sichtbar.
Auch wenn das Haar während des Zurichtens zu stark entfettet wird, oder aber durch langes und warmes Lagern, geht das Haar auf die Lederseite durch, in österreichischen Fachkreisen sagt man, das Fell ist rabatzt.

## Historisches
Während des Zweiten Weltkriegs, im August 1943, forderte die Reichsstelle für Rauchwaren, Fachgruppe 29 (Rauchwaren und Pelze) die Pelzzurichter auf, rohverbrannte Schaf- und Lammfelle, Forschen und Schmaschen (Schussfelle (Ausschuss)), die bei der Manipulation anfallen, mit sofortiger Wirkung ausschließlich an bestimmte, namentlich genannte Firmen zu veräußern. Diese hatten von der Reichsstelle den Auftrag erhalten, Einfassleder für Wehrmachtszwecke daraus herzustellen.